# Sussargues
Sussargues település Franciaországban, Hérault megyében. Lakosainak száma 2817 fő (2022. január 1.). Sussargues Beaulieu, Castries, Saint-Drézéry és Saint-Geniès-des-Mourgues községekkel határos.

## Népesség
A település népessége az elmúlt években az alábbi módon változott:
| Lakosok száma | 284  | 1060 | 1718 | 2283 | 2627 | 2691 | 2751 | 2802 | 2818 | 2817 |
|               | 1968 | 1982 | 1990 | 2006 | 2013 | 2015 | 2017 | 2019 | 2020 | 2022 |